# 林良 (永樂進士)
林良，福建晉江人，明朝政治人物、進士出身。

## 生平
永樂元年，福建癸未乡试中舉。永樂二年，登甲申科會試中進士，授江浦縣知縣。